# 7802 Takiguchi
7802 Takiguchi este un asteroid din centura principală de asteroizi.

## Descriere
7802 Takiguchi este un asteroid din centura principală de asteroizi. A fost descoperit pe 2 decembrie 1996 la Ōizumi de Takao Kobayashi. El prezintă o orbită caracterizată de o semiaxă mare de 2,43 ua, o excentricitate de 0,19 și o înclinație de 2,2° în raport cu ecliptica.